# Élections législatives de 2018 en fédération de Bosnie-et-Herzégovine
Les élections législatives de 2018 en fédération de Bosnie-et-Herzégovine ont lieu le 7 octobre 2018 afin de renouveler les sièges de la Chambre des représentants du Parlement.

## Résultats
| Party                                   | Votes     | %      | Total |
| --------------------------------------- | --------- | ------ | ----- |
| Parti d'action démocratique             | 252 817   | 25.25  | 27    |
| Parti social-démocrate                  | 145 458   | 14.53  | 16    |
| HDZ–HSS–HSP–HNS–HSP AS–HDU BiH–HSS SR   | 143 704   | 14.35  | 16    |
| Front démocratique - Alliance civique   | 93 708    | 9.36   | 10    |
| Union pour un avenir meilleur de la BiH | 70 571    | 7.05   | 8     |
| Notre parti                             | 50 947    | 5.09   | 6     |
| Mouvement de l'action démocratique      | 37 731    | 3.77   | 4     |
| Bloc indépendant                        | 34 913    | 3.49   | 4     |
| Parti de l'activité démocratique        | 27 396    | 2.74   | 2     |
| HDZ1990–HSP                             | 25 663    | 2.56   | 2     |
| Peuple et justice                       | 23 222    | 2.32   | 2     |
| Autres partis                           | 283 546   | 9.53   | 1     |
|                                         |           |        |       |
| Bulletins valides                       | 1 001 333 | 92,28  |       |
| Bulletins blancs et nuls                | 83 791    | 7,72   |       |
| Total                                   | 1 085 124 | 100,00 | 98    |
| Inscrits/Participation                  | 2 093 784 | 51,83  |       |

## Suites
Fadil Novalić est réélu Premier ministre et Marinko Čavara est réélu Président de la Fédération. 